# ミナミアメリカオットセイ
ミナミアメリカオットセイ（Arctocephalus australis）はペルー、チリ、フォークランド諸島、アルゼンチン、ウルグアイ、ブラジルの海岸部で繁殖するオットセイ。全生息数は約25万頭（ただし、個体のカウントはまばらで古いデータである）。ウルグアイの個体群は長い間本種最大の個体群であると考えられてきたが、最近の個体数調査データによると、A. a. australis(チリ、フォークランド諸島、アルゼンチン、ウルグアイで繁殖)の最大の繁殖個体群はフォークランド諸島にあり(仔の数~36,000) 、ウルグアイはそれに次ぐ（仔の数~31,000)。1999年の本種の個体数は39万頭と推計されており、1987年の推計50万頭から減少した。しかし、個体数データの不足と一貫性のない調査方法が相まって、個体数動向を解釈することは困難である。

## 形態
いくらかの個体は黒灰色または褐色の毛皮を持つ。成体のオスはメスよりかなり大きく、首が太く、肩が大きい。オスの首と肩には長い剛毛から成るたてがみが生える。地域によって体サイズに変異があるが、平均的には、オスは体長2 m、体重150-200 kg、メスは体長1.5 m、体重30-60 kgである 。出生時の子供の体調は60-65 cm、体重は3.5-5.5 kgである。

## 分布と生息地
ミナミアメリカオットセイはペルー南部のパラカス半島 (Paracas Peninsula) から南は太平洋岸のホーン岬まで、北は大西洋岸のブラジル南部までの新熱帯区の海洋沿岸で見られる。フォークランド諸島、スタテン島、エスコンディーダ（Escondida）島にも生息している。岩場や島を好み、とりわけ急斜面を好む。ペルーの海食洞でも発見されており、休息場所を探すために15メートルの高さまで登る個体もいる。 エクアドル本土、ガラパゴス諸島、ゴルゴナ島 (Gorgona Island) （コロンビア）でも、孤立した個体の記録が存在する。 ミナミオットセイ属の種（Arctocefalus spp.）の解剖学的情報は不足している。さらに、ミナミアメリカオットセイの採餌生態についてはほとんど知られていない。最近の追跡研究により、フォークランド諸島で繁殖するミナミアメリカオットセイが、パタゴニア大陸棚の広大なエリアを利用していることが明らかになった。

## 亜種
現在2亜種が記載されている。
- A. a. australis – フォークランド諸島
- A. a. gracilis – 南アメリカ大陸

ニュージーランドオットセイが本種の亜種とされることもある。

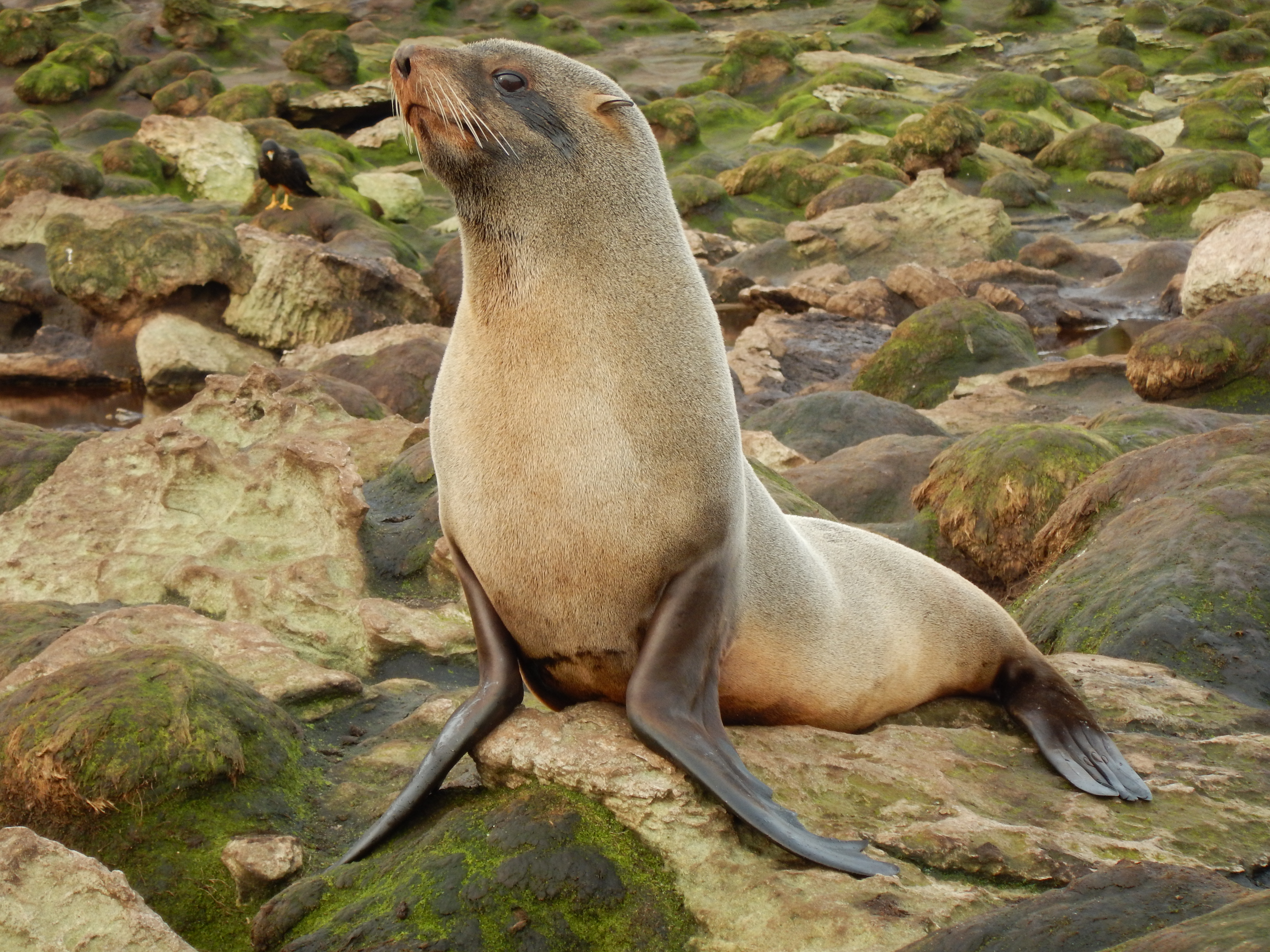
メス